# We Three (Roy Haynes)
| Recensione | Giudizio |
| ---------- | -------- |
| AllMusic   | [ 1 ]    |

We Three è un album discografico a nome di Roy Haynes, Phineas Newborn e Paul Chambers, pubblicato dall'etichetta discografica New Jazz Records nel maggio del 1959.
Sul retro del CD è riportata una breve impressione di Rudy Van Gelder riguardo all'album: Ricordo bene quelle sessioni, ricordo come i musicisti volevano suonare, e mi ricordo le loro reazioni all'ascolto delle registrazioni, oggi sento fortemente di essere il loro messaggero.

## Tracce
Lato A
1. Reflection – 4:22 (Ray Bryant)
2. Sugar Ray – 6:26 (Phineas Newborn)
3. Solitaire – 8:53 (King Duion, Renee Borek, Carl Nutter)

Lato B
1. After Hours – 11:18 (Avery Parrish)
2. Sneakin' Around – 4:23 (Ray Bryant)
3. Our Delight – 4:01 (Tadd Dameron)

## Musicisti
- Roy Haynes - batteria
- Phineas Newborn Jr. - pianoforte
- Paul Chambers - contrabbasso

Note aggiuntive
- Esmond Edwards - supervisore, produttore
- Registrato il 14 novembre 1958 al Rudy Van Gelder Studio di Hackensack, New Jersey
- Rudy Van Gelder - ingegnere delle registrazioni
- Ira Gitler - note di retrocopertina album originale[4]